# Casa sull'albero

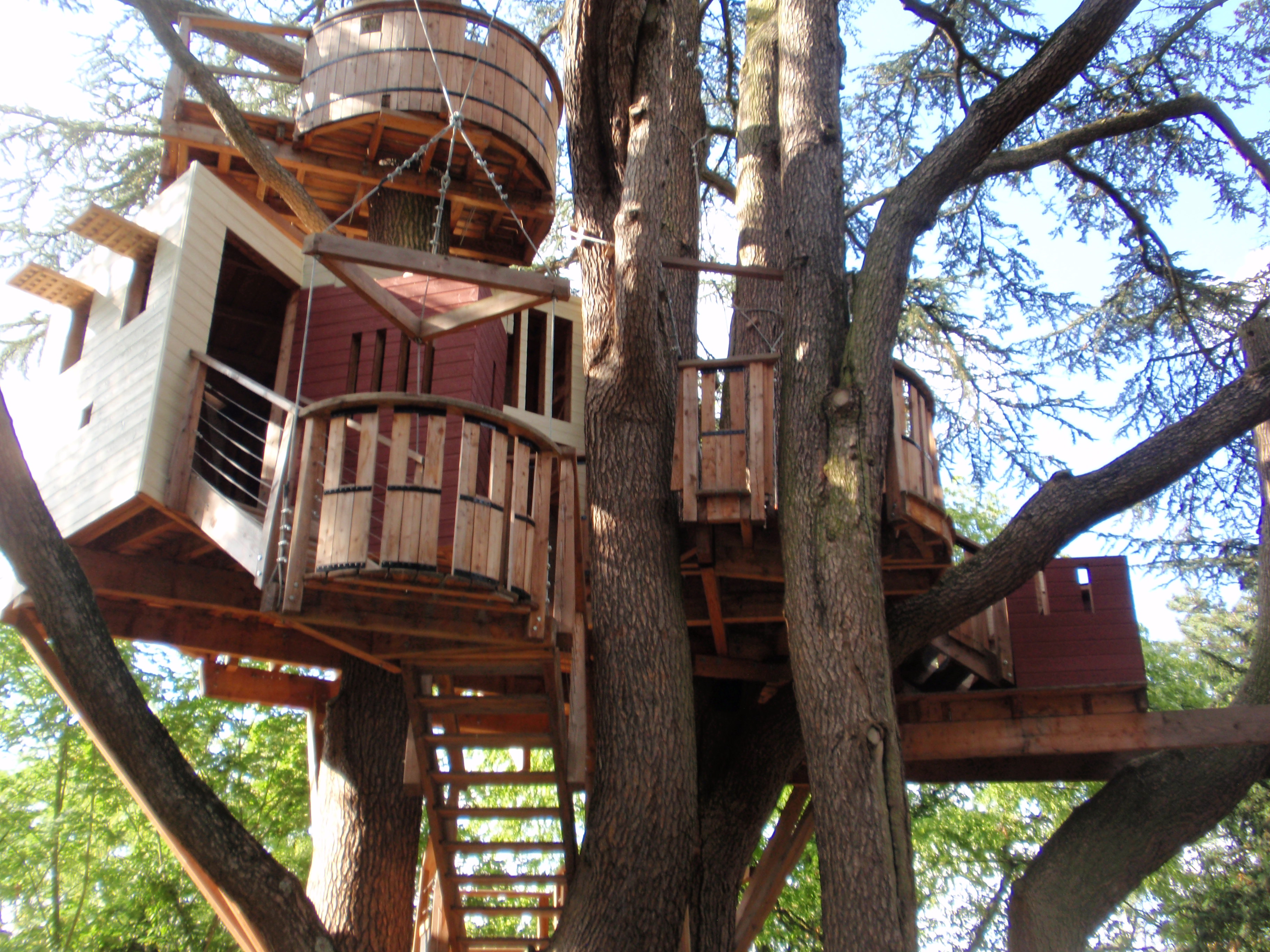
Casa sull'albero nel parco di Château de Langeais

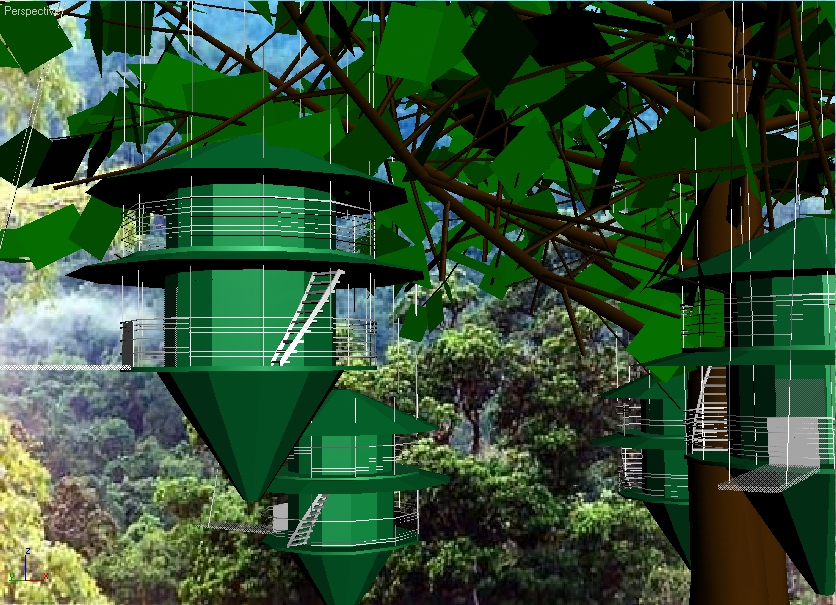
Esempio di casa futuristica sull'albero

Una casa sull'albero è una piattaforma (o edificio) sospesa, sostenuta in parte o del tutto da un albero. Può essere utilizzata per attività ricreative o come strumento di lavoro, abitazione, punto d'osservazione o ritiro temporaneo.
Le case sugli alberi, anche note come TreeHouses, sono molto in voga e vengono generalmente considerate, come una tipologia architettonica, soggette quindi alle leggi dell'arte e del design, della composizione, della competenza tecnica.

## Storia

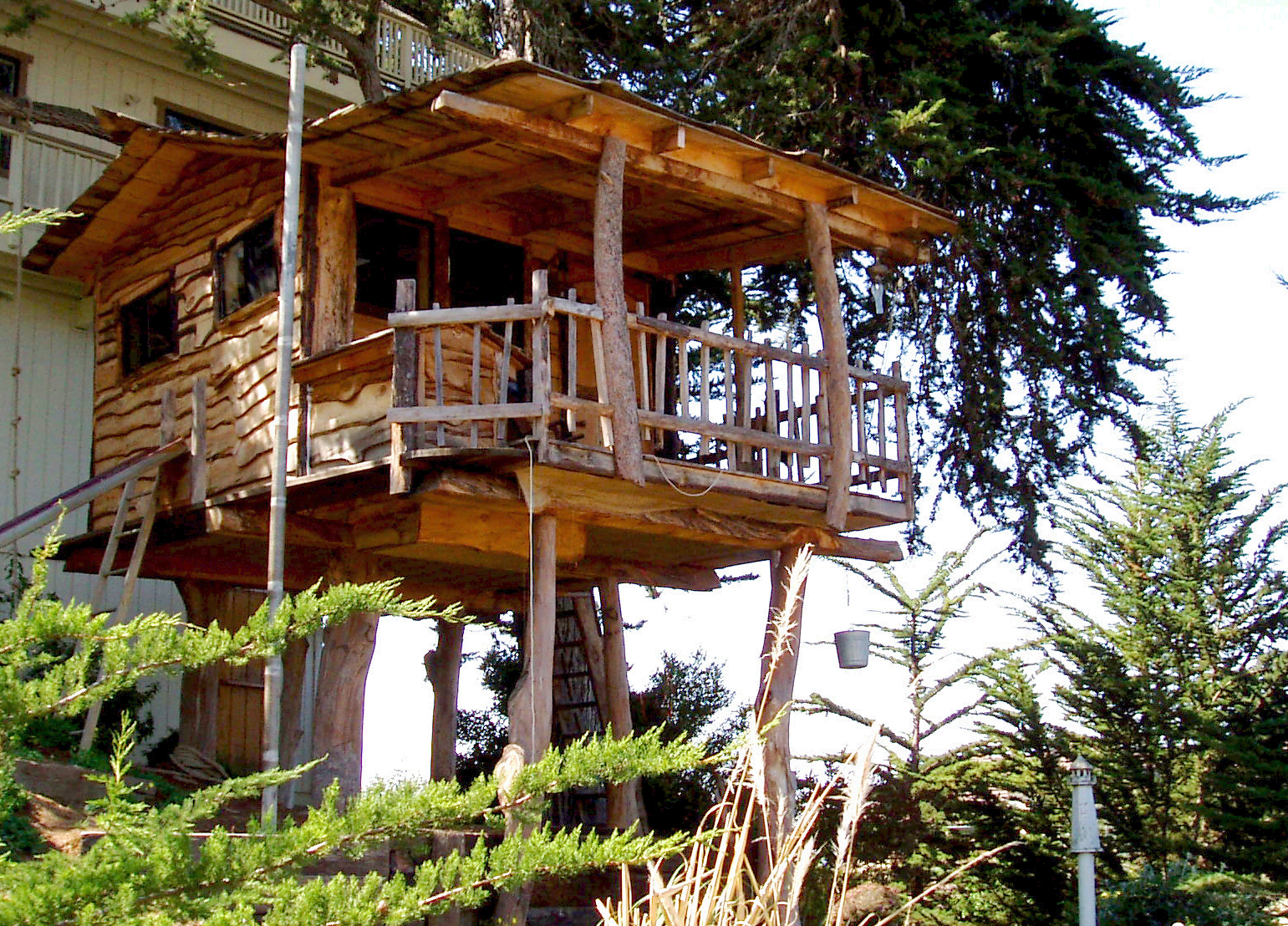
Esempio di casa sull'albero per bambini

Vi sono testimonianze della loro costruzione già dal I secolo a.C. Gli antichi romani le vedevano come luoghi per banchettare ed intrattenersi; i Medici, signori di Firenze nel ‘500, fecero lo stesso; in parti dell'Europa del Nord nel '700 (Francia, Olanda e Belgio) presero forme più ambiziose dove i giovani amanti potevano andare a ballare, a giocare, dare banchetti per feste e matrimoni.
Dagli anni '90 del XX secolo in poi le case sugli alberi ricreative hanno goduto di un costante aumento di popolarità in paesi come gli Stati Uniti d'America e parte dell'Europa. Dovuta in parte all'aumento di capitale disponibile, migliorie nelle tecniche edilizie e nella sicurezza, crescente interesse per le questioni ambientali, e gli stili di vita sostenibili.
La loro sempre maggiore diffusione ha, a sua volta, dato luogo ad un aumento della domanda per le aziende del settore. Esistono oltre 30 imprese in Europa e negli Stati Uniti d'America, specializzate nella costruzione di case sugli alberi di vari gradi di durabilità e raffinatezza, da strutture da gioco per bambini a case come vere e proprie abitazioni.

## Uso pratico

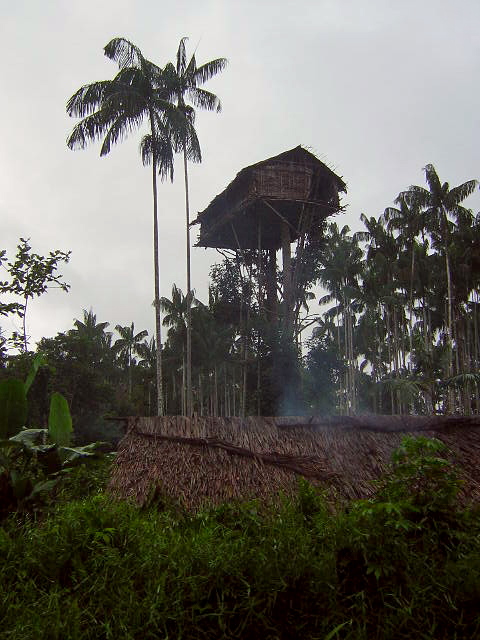
Esempio di casa sull'albero della regione del Korowai

In alcune regioni dei tropici, le case sono fissate sugli alberi o su palafitte elevate per tenere l'abitazione sopraelevata rispetto al suolo: in tal modo si può avere una struttura difficilmente accessibile agli animali selvatici, spesso attirati dagli alimenti che gli uomini conservano. Nella regione Korowai, una tribù della Papua vive in case sugli alberi, che in alcuni casi arrivano ad altezze di 40 metri, come protezione da una tribù di cacciatori di teste che abitano nella stessa regione, il Citak.
Come le case costruite sottoterra o al livello del suolo, anche le case sugli alberi possono essere un'opzione di strutture eco-compatibili, in quanto non richiedono il disboscamento di una certa zona in una foresta. Nonostante la fauna, il clima e l'illuminazione naturale, vivere in una casa sull'albero non è auspicabile per alcune persone.

## Materiali
Le case sugli alberi possono essere costruite con una vasta gamma di materiali. Il legno è comunemente utilizzato per le parti strutturali e di rivestimento data la sua resistenza, leggerezza e basso costo. L'acciaio viene invece utilizzato per le staffe, i cavi e i bulloni in grado di supportare fino a 2.700 kg. I costruttori di case sugli alberi a volte usano materiali riciclati o parti di esse, come ad esempio infissi recuperati, porte e legname già utilizzato. Anche i tessuti possono essere utilizzati per produrre strutture temporanee, quindi non rigide.

## Elementi strutturali
Esistono numerose tecnologie per ancorare una casa all'albero ed ognuno è libero di utilizzare quella che ritiene migliore, cercando il più possibile di non danneggiare l'albero.
Nella costruzione delle moderne case sugli alberi, solitamente si crea una struttura rigida e solidale per la piattaforma su cui appoggia la casetta vera e propria; la piattaforma verrà appoggiata ai rami dell'albero possibilmente negli angoli.
Qualora manchino punti d'appoggio consoni le strategie utilizzate per sostenere la piattaforma sono:
- Puntoni e pilastri (trampoli): servono a scaricare il peso che grava in un punto ad un altro punto a quota minore o direttamente a terra; strutture di questo tipo gravano molto meno sulla pianta in quanto il peso viene sostenuto dai trampoli.[5] Tipicamente i trampoli sono ancorati al terreno col cemento, nuovi sistemi come il "Diamond Pier"[6], accelerano i tempi di installazione ed sono meno invasivi per le radici. L'utilizzo dei trampoli viene visto come il metodo più semplice per sostenere le case sugli alberi; essi inoltre aumentano il sostegno strutturale e la sicurezza della piattaforma.
- Tiranti: servono a scaricare il peso che grava in un punto ad un altro punto a quota maggiore; sono particolarmente pratici quando non vi sia alcun punto d'appoggio consono a quota minore, ma vi siano dei buoni rami più in alto. Case sugli alberi che utilizzano questo metodo sono tra le meno frequenti a causa dei limiti naturali del sistema: più si sale in altezza più i rami si assottigliano, diminuisce la portanza e aumenta la sensibilità al vento. Come materiale per la sospensione vengono utilizzati corde, cavi d'acciaio, tensionatori, molle ecc.
- Attrito: è il più comune metodo non invasivo per assicurare strutture agli alberi. Si tratta di far aderire le travi al tronco per mezzo di contro-travi e di tensionatori (generalmente barre filettate).[7]
- Infissione: include tutti i sistemi di ancoraggio invasivi, come chiodi, viti, perni, bulloni ecc. Non tutte le specie di piante patiscono per le forature allo stesso modo: questo cambia a seconda che i condotti principali di linfa per l'accrescimento siano nel midollo (durame) o lungo la corteccia. Uno sviluppo denominato Treehouse attachment bolt (TAB), risulta in grado di supportare pesi maggiori rispetto ai metodi precedenti, e viene ormai comunemente utilizzato dalle aziende produttrici di case sugli alberi.[8][9] Ciononostante è opportuno ridurre al minimo indispensabile i sistemi di fissaggio che implicano forature nella pianta. Non tutte le specie sopportano allo stesso modo gli interventi intrusivi.

## Comunità di protesta
Le case sugli alberi sono state e sono luoghi centrali per gli ambientalisti, quando questi vogliono protestare, inscenano il cosiddetto Tree sitting, ovvero la "seduta sull'albero".  Questo metodo può essere utilizzato in protesta contro la proposta di costruzione di strade forestali o contro operazioni di disboscamento. Le case sugli alberi sono utilizzate come luogo di difesa da cui è difficile e oneroso sfrattare i manifestanti in modo sicuro per poi dare inizio ai lavori. Julia Butterfly Hill è un'ambientalista particolarmente nota poiché occupò una sequoia in California per 738 giorni, con l'intento di salvare l'albero e gli altri arbusti nelle immediate vicinanze. Il suo alloggio era costituito da due piattaforme 3 m², ad un'altezza di 60 metri dal suolo, su cui scrisse anche un libro.

## Galleria d'immagini

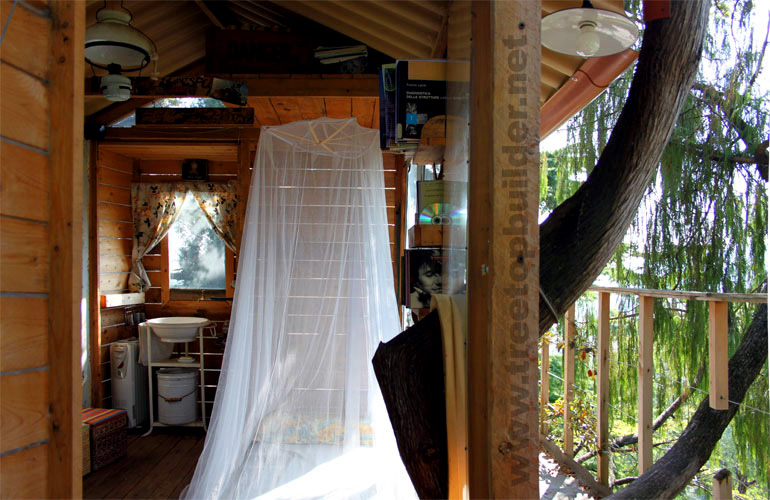
Esempio di un interno
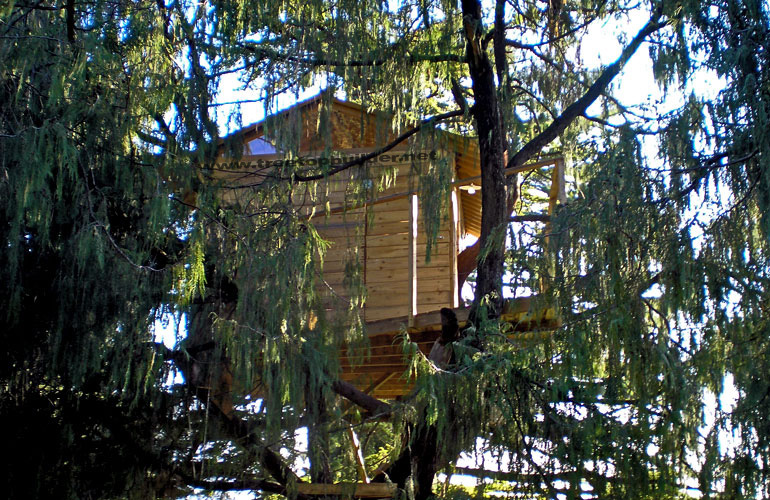
Esempio di casa su di un albero
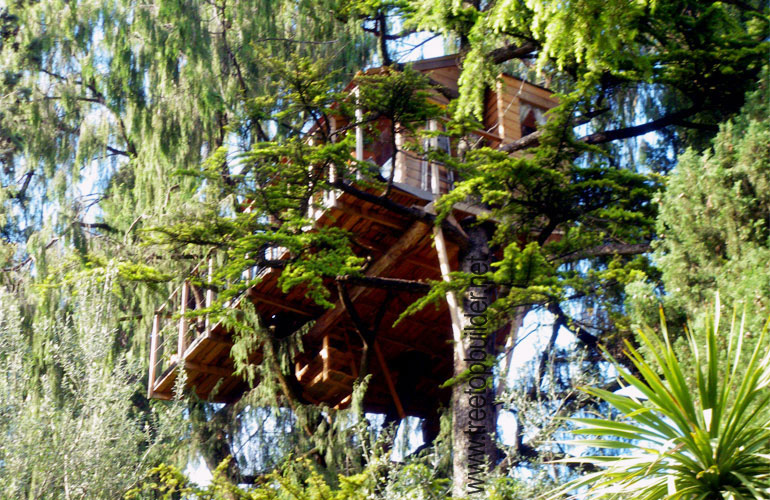
Altro esempio
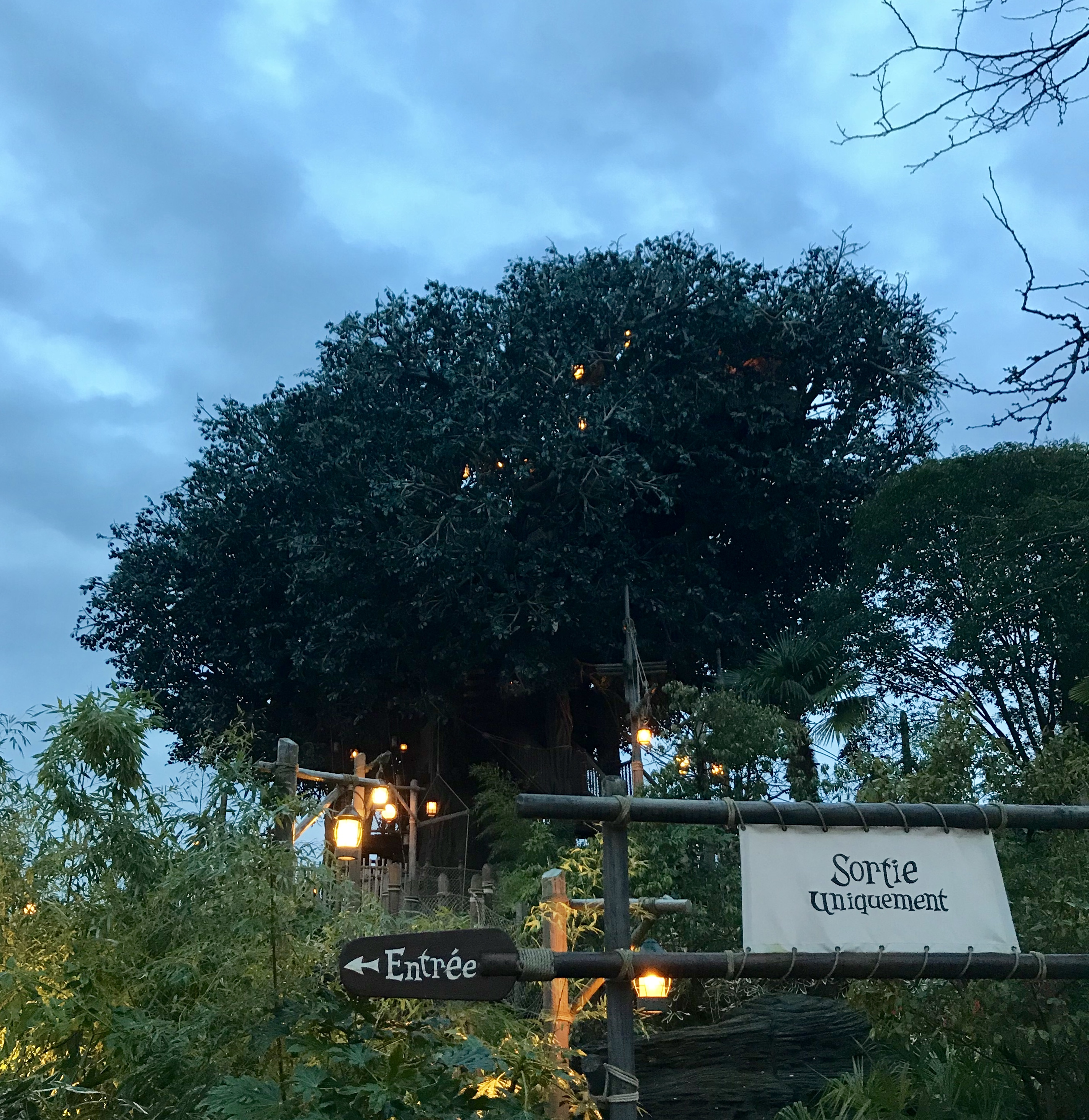
La Swiss Family Treehouse, un'attrazione dei parchi a tema Disney consistente nella fittizia casa sull'albero della famiglia Robinson. Nell'immagine è raffigurata La Cabane des Robinson, ovvero la versione situata nell'Adventure Isle dell'area Adventureland al Parc Disneyland (Disneyland Paris).